# Hochschule der Bundesagentur für Arbeit

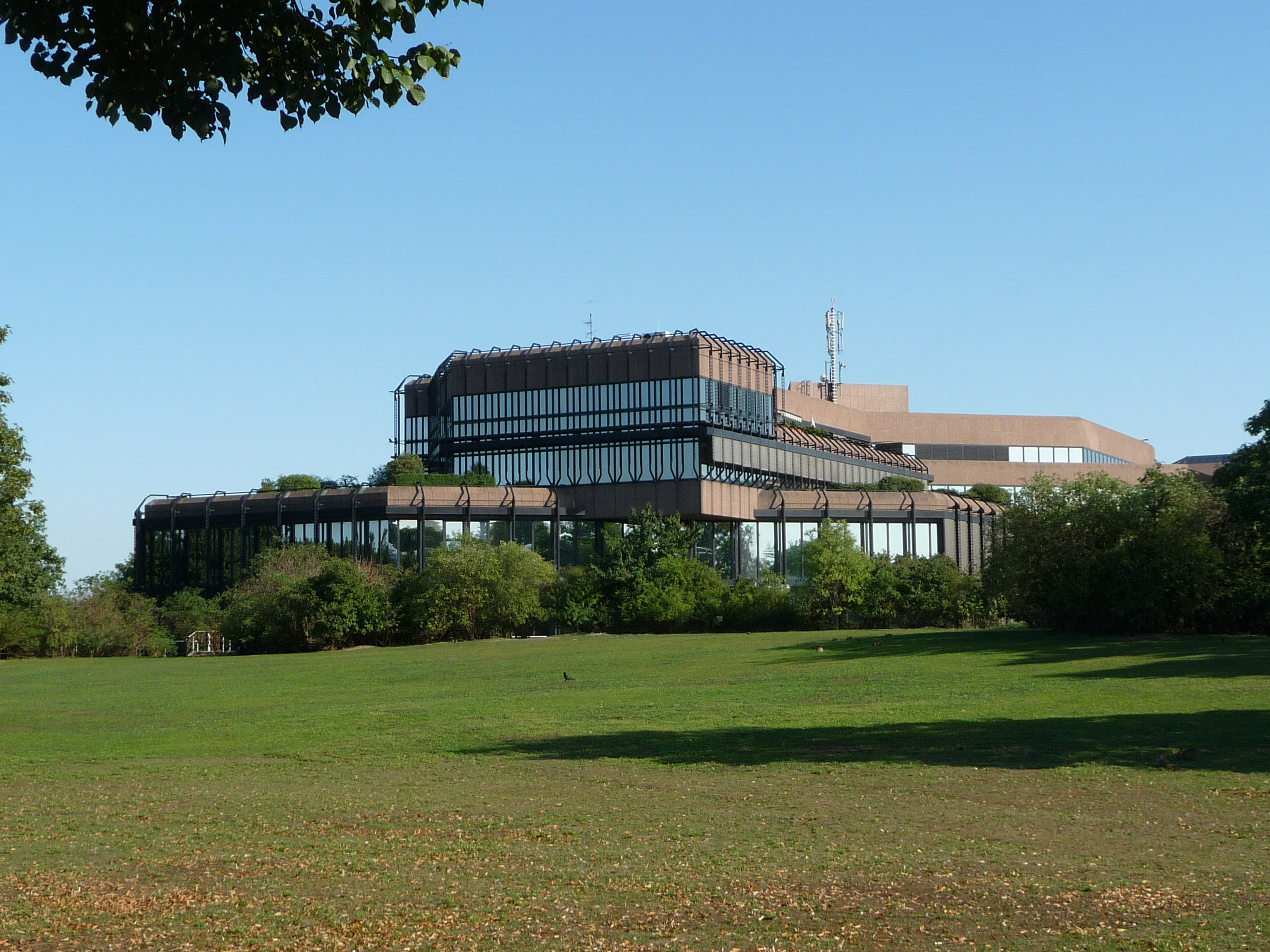
Campus der Hochschule der BA in Mannheim-Neuostheim

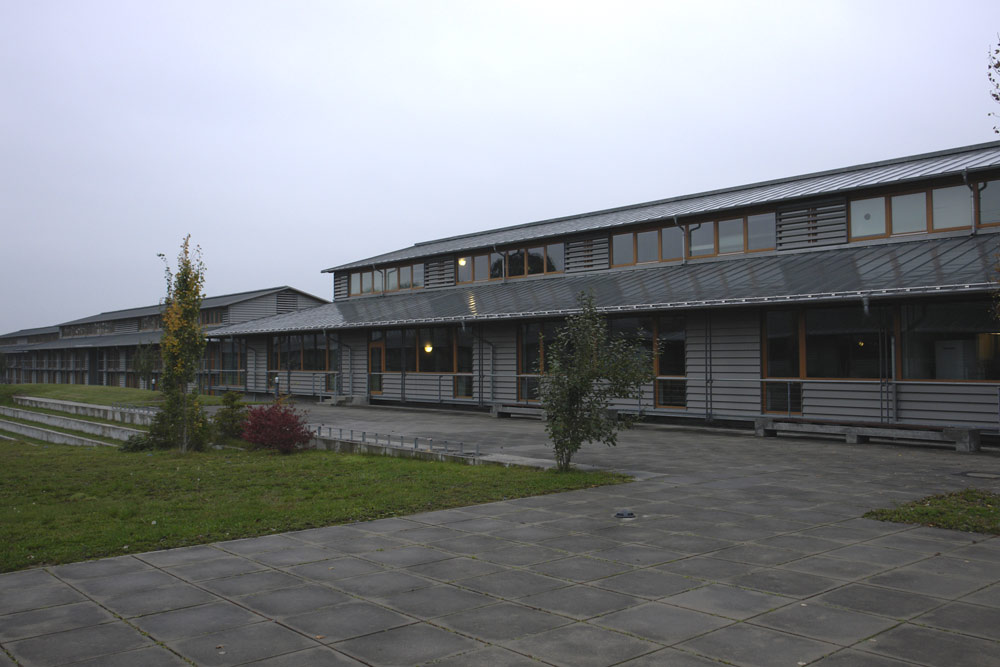
Campus in Schwerin, Studentenwohnungen im Stadtteil Groß Medewege

Die Hochschule der Bundesagentur für Arbeit (HdBA) ist eine staatlich anerkannte Hochschule mit akkreditierten Studiengängen. Sie wurde im Jahr 2006 von der Bundesagentur für Arbeit (BA) gegründet, vom Wissenschaftsrat akkreditiert und vom Land Baden-Württemberg staatlich anerkannt.

## Geschichte
Die Hochschule entstand 2006 aus dem Fachbereich Arbeitsverwaltung der Fachhochschule des Bundes für öffentliche Verwaltung. Dieser war seit 1972 in Mannheim angesiedelt und bildete Beamte und Angestellte für den gehobenen Dienst der Arbeitsverwaltung aus. Mit dem Übergang des Fachbereiches vom Bund an die BA wurde 2006 auch das Studienangebot komplett reformiert. Seit September 2006 bietet die HdBA Studenten an den Campus Mannheim und Schwerin die Möglichkeit, sich in den grundständigen Studiengängen „Arbeitsmarktmanagement (Bachelor of Arts)“ und „Beratung für Bildung, Beruf und Beschäftigung (Bachelor of Arts)“ für arbeitsmarktpolitische Fachkräfteaufgaben zu qualifizieren. Im Oktober 2015 führte die Hochschule den berufsbegleitenden Master-Studiengang „Arbeitsmarktorientierte Beratung (Master of Arts)“ ein. 
Neben den genannten Studiengängen übernimmt die Hochschule verschiedene Weiterbildungsmaßnahmen für die Beschäftigten der Bundesagentur für Arbeit. Darüber hinaus forscht sie in einer Vielzahl wissenschaftlicher Projekte zu den Themenfeldern beschäftigungsorientierte Beratung, Arbeitsmarkt und Beschäftigung.
Einen Überblick zu Forschungsprojekten gibt die Website der HdBA.

## Studienangebot

### Bachelorstudiengänge
Rund 500 Studienplätze pro Jahr werden in den Bachelor-Studiengängen Arbeitsmarktmanagement (B.A.) und Beratung für Bildung, Beruf und Beschäftigung (B.A.) angeboten. Das Vollzeitstudium dauert drei Jahre und gliedert sich in 9 Trimester à 4 Monate. Fünf Trimester, die sogenannten Präsenztrimester,  verbringen die Studenten an der Hochschule. In den vier Praktikumstrimestern absolvieren die Studierenden Praktika in verschiedenen Bereichen der Bundesagentur für Arbeit. Die Studiengänge sind interdisziplinär angelegt und umfassen Inhalte aus den Bereichen der Rechts-, Sozial-, Wirtschafts- und Erziehungswissenschaften sowie der Psychologie. Zwischen den akademischen Trimestern vertiefen die Studierenden in vier Praxistrimestern ihr Wissen z. B. in einer Agentur für Arbeit oder einem Jobcenter, in einem Betrieb, bei einer Kammer oder im Ausland. Mit erfolgreicher Beendigung des Studiums wird der Abschluss Bachelor of Arts (B.A.) erworben.

### Masterstudiengang
Seit Oktober 2015 wird der berufsbegleitende Masterstudiengang „Arbeitsmarktorientierte Beratung (M.A.)“ an der HdBA angeboten. In diesem weiterbildenden Studium können in fünf Semestern 120 ECTS-Punkte erworben werden. Das Studium schließt mit dem Abschluss Master of Arts ab und bietet die Grundlage für eine etwaige spätere Promotion.

## Forschungsprojekte
An der Hochschule wird in zahlreichen Drittmittelprojekten und Kooperationen geforscht. 
- Erasmus+ – EU-Projekt „Guide My W@y!“ – Europäische Beratungskonzeption für Internationale Jugendmobilität[3]
- Erasmus+ – EU-Projekt „PrevDrop“ – Erkennen und Vorbeugen von Abbrüchen aus der Hochschulbildung und Unterstützung von Studierenden beim Wechsel in eine erfolgreiche Berufsausbildung[4]
- Projekt NICE – Netzwerk für Innovation in der Beratung in Europa[5]
- Berufsintegrierte Studiengänge zur Weiterqualifizierung im Sozial- und Gesundheitswesen[6]
- Berufliche Ausbildung junger geduldeter Flüchtlinge in Deutschland. Eine Implementationsstudie[7]
- Projekt Netzwerkkompetenz 2013–2015 (Nekom)[8]
- Betrieblicher Umgang mit belastender Arbeit. Gestaltungsansätze aus Beschäftigtensicht (babs)[9]
- Einstellung und (Weiter-)Beschäftigung Älterer (EBA). Maßnahmen für ältere Beschäftigte am Beispiel von Betrieben der Chemischen Industrie.[10]
- Beratungs- und Evaluationstool zur Erfassung der individuellen Wirkung von beruflicher Beratung für den Personenkreis U25 (BET-U25)[11]
- Projekt PraeLab – Beratung als innovative Prävention von Ausbildungsabbrüchen[12]